# Alexander Gutiérrez
Pour les articles homonymes, voir Gutiérrez.
Alexander Gutíerrez Goñi, né le 8 août 1995, est un coureur cycliste uruguayen.

## Palmarès sur route
- 2012
  - 2e du championnat d'Uruguay sur route juniors
- 2017
  - 2e du championnat d'Uruguay sur route espoirs

## Palmarès sur piste

### Championnats d'Uruguay
- 2017[1]
  -  Champion d'Uruguay de poursuite espoirs
  -  Champion d'Uruguay du scratch espoirs
  -  Champion d'Uruguay de l'omnium espoirs
- 2018
  - 3e du championnat d'Uruguay de la course à l'élimination[2]